# 白乐日
艾蒂安·鲍拉日（法語：Étienne Balazs，1905年1月24日—1963年11月29日），汉名白乐日，是一位匈牙利出生的法国汉学家。

## 生平
1905年出生在奥匈帝国布达佩斯。1923年前往德国柏林学习汉学，由柏林洪堡大学汉学家奥托·福兰阁指导。后来由于纳粹政府上台流亡至法国。1925年到1926年由法国汉学家马伯乐指导。1949年加入法国国家科学研究中心，1954年获得儒莲奖，1955年拿到法国国籍。
1963年在法国巴黎逝世。享年58岁。

## 著作
- 《中国的文明与官僚主义》，台湾久大文化公司，1992年，ISBN 9789574101719